# Kawaleria kosmosu
Kawaleria kosmosu (ang. Starship Troopers) – powieść fantastycznonaukowa amerykańskiego pisarza Roberta A. Heinleina, opublikowana najpierw w odcinkach na łamach „The Magazine of Fantasy & Science Fiction” w październiku/listopadzie 1959 jako Starship Soldier i wydana w formie książki w 1959. Polską edycję, w tłumaczeniu Ireny Lipińskiej, wydała oficyna Amber w 1994, w serii „Wielkie Serie SF”. W 2008 wydawnictwo Solaris wydało nieokrojoną wersję tej książki pod tytułem Żołnierze kosmosu w tłumaczeniu Andrzeja Sawickiego.
Powieść Kawaleria kosmosu zdobyła nagrodę Hugo za najlepszą książkę w 1960 i pomogła stworzyć nowy nurt w literaturze znany jako militarne science fiction. Na podstawie powieści powstał film Żołnierze kosmosu w reż. Paula Verhoevena z 1997 oraz gra komputerowa. Powieść wzbudziła kontrowersje i krytykę odnośnie do zawartych w niej zagadnień politycznych i społecznych, zwłaszcza za pochwałę militaryzmu i wojen.

## Fabuła
Ziemia odległej przyszłości to zmilitaryzowany świat, gdzie pełne prawa obywatelskie mają tylko ci, którzy odsłużą służbę wojskową. Narratorem książki jest Juan Johnnie Rico, młody filipiński żołnierz, najpierw rekrut, potem podoficer i oficer „Karków Rasczaka”, pododdziału kosmicznych komandosów. Kariera wojskowa Rico rozwija się w czasie  wojny pomiędzy Federacją Ziemską (Terran Federation) i insektoidalnymi Arachnidami (określanymi mianem „robali”). Oczami Rico Heinlein ocenia moralne i filozoficzne aspekty prawa do głosu, obywatelskich cnót, konieczności wojny, kary śmierci oraz przestępczości wśród młodzieży.
Powieść zaczyna się na pokładzie frachtowca/korwety „Roger Young” podczas załadunku na obławę przeciwko sojusznikom Arachnidów. Rico zostaje żołnierzem „kapsułowym” (nazwanym tak ze względu na Kapsuły, w których żołnierze są zrzucani do stref zrzutu) w służbie Mobilnej Piechoty Federacji Ziemskiej – jednostce, która łączy aspekty Korpusu Marines oraz wersję kosmicznych spadochroniarzy. Żołnierze piechoty lądują na planecie, niszczą cele, a wycofując się ponoszą stosunkowo niewielkie straty w akcji. Potem akcja przenosi się do momentu ukończenia studiów i decyzji Rico o wstąpieniu do Służby Federalnej (zawodowej), mimo sprzeciwów ze strony ojca.
Akcja osadzona jest w niesprecyzowanym, momencie w przyszłości lub być może w czasie alternatywnym. Całość opowiedziana jest w formie przebłysków, podobnie jak wiele innych dzieł Heinleina. Duża część tego fragmentu powieści to monolog dwóch ludzi: emerytowanego podpułkownika: Jeana V. Dubois’a – nauczyciela przedmiotu Historia i filozofia moralna oraz sierżanta floty Ho, osoby rekrutującej do sił zbrojnych Federacji Ziemskiej, którzy wyłuszczają filozofię Służby Federalnej.

## Okoliczności powstania dzieła
Robert A. Heinlein, były oficer Marynarki Stanów Zjednoczonych, postanowił napisać Kawalerię kosmosu po lekturze reklamy zamieszczonej przez Narodowy Komitet Racjonalnej Polityki Nuklearnej (ang. National Committee for a Sane Nuclear Policy), wzywającą do jednostronnego zawieszenia testów broni nuklearnej przez Stany Zjednoczone. W odpowiedzi Heinlein stworzył Ligę Patricka Henry’ego (ang. Patrick Henry League) w zamiarze pozyskiwania wsparcia dla amerykańskiego programu testów nuklearnych (ang. U.S. Nuclear Testing Program). Jego działania nie przyniosły mu jednak uznania w środowisku.
Heinlein wstrzymał wtedy pracę nad powieścią Obcy w obcym kraju (Stranger in a Strange Land) i napisał Kawalerię kosmosu (między 1958 a 1959). Po opublikowaniu w czasopiśmie, Heinlein miał pewne problemy z publikacją w formie książkowej. Po odrzuceniu przez jego stałe wydawnictwo Charles Scribner's Sons, ostatecznie została opublikowana przez oficynę G.P. Putnam’s Sons.
Kawaleria kosmosu była swoistym punktem zwrotnym w pisarskiej karierze Heinleina. Wcześniej pisał lżejsze powieści dla dorosłych oraz młodzieży dla wydawnictwa Scribner's. Po incydencie z Kawalerią kosmosu zerwał współpracę z poprzednim wydawnictwem i zaczął pisać książki o poważniejszej tematyce.